# Galería del Cierzo

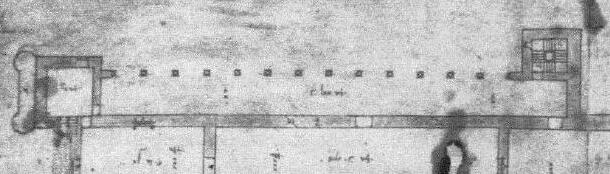
La Galería del Cierzo, en su forma original, según el plano del Alcázar realizado por Covarrubias (1537-1560)

La Galería del Cierzo (o corredor del Cierzo) fue un espacio situado en el noroeste del desaparecido Real Alcázar de Madrid.

## Historia
Su construcción se encuadra en la campaña de restauración del alcázar de los Trastámara emprendida por Carlos I y confiada a los arquitectos Luis de Vega y Alonso de Covarrubias en 1537. Al noroeste del alcázar madrileño se situaba un jardín, entonces el único existente en el edificio. En 1539 Carlos I ordena la construcción del denominado «corredor del jardín».
En 1562, su hijo Felipe II mandará al arquitecto Juan Bautista de Toledo cerrar mediante cristales la galería, al gusto de lo que había visto en su estancia en Inglaterra. Barbeito considera este hecho «la primera decisión personal que el joven monarca tomaba para crear un espacio a su gusto dentro del antiguo alcázar.»

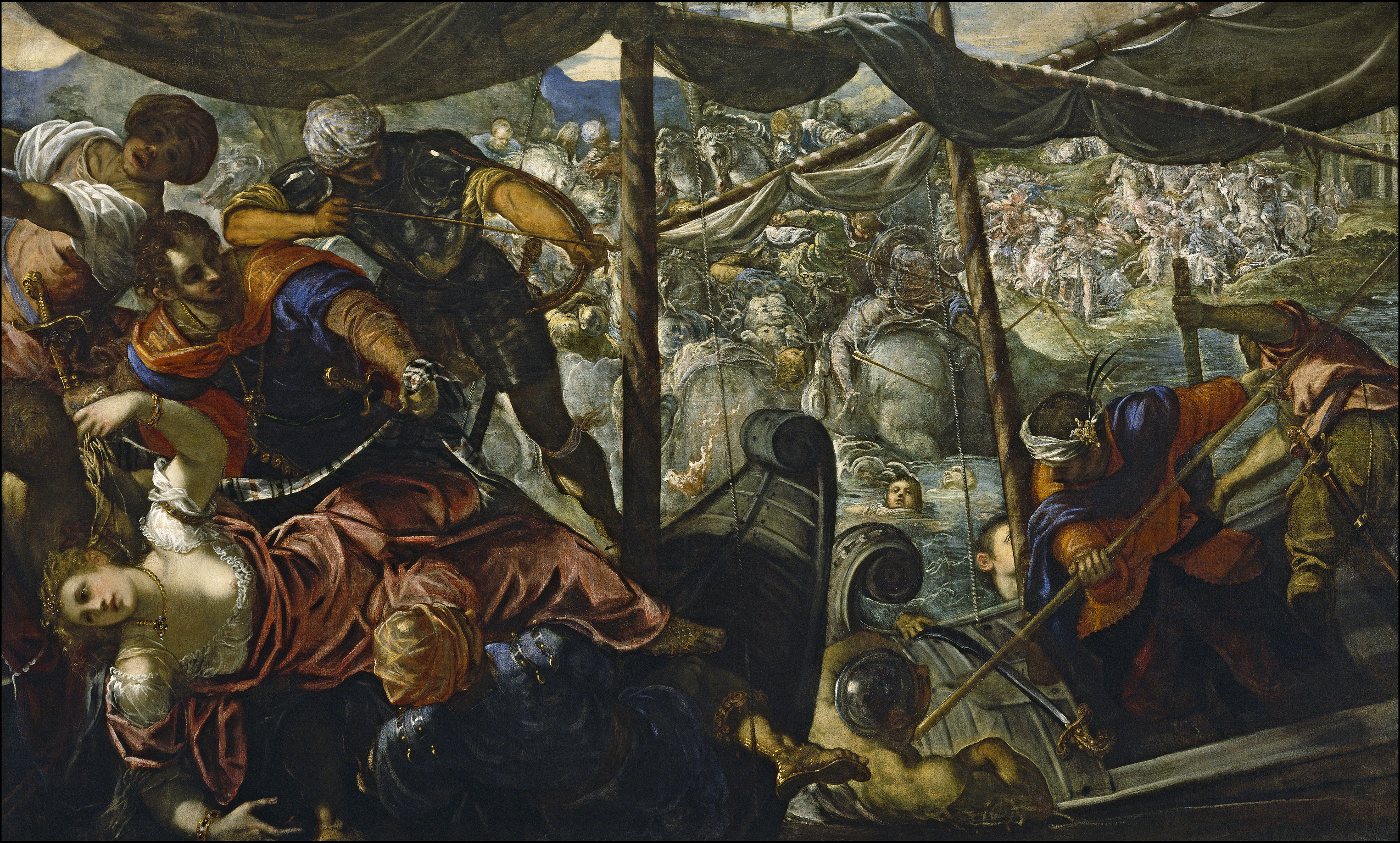
El rapto de Helena por Tintoretto que estuvo en la Galería al menos hasta 1666. (Hoy en el Museo del Prado)

A la vez, Felipe II mandará restructurar el jardín del Cierzo al gusto renacentista. Al menos desde 1636 la galería albergaba distintas obras de arte, desde cuadros de tema cinegético hasta vistas de ciudades o esculturas. Las pinturas, de acuerdo con el Inventario de 1666, eran obra de maestros entre los que se encontraban Carracci, El Greco, Lanfranco, Leonardo Da Vinci, Reni, Rubens, Tintoretto o Van Dyck. En esa época, en la galería se disponían mesas de trucos (juego similar al billar), llamándose desde entonces también galería de trucos. Hasta antes de 1666 la galería también albergó diecisiete mapas de Pedro Teixeira que reflejaban ciudades y puertos de España, Francia e Italia que fueron trasladados a la escalera de la Torre Dorada que subía del Despacho del Rey con la librería del piso superior.
Además, en la galería tenía Velázquez su taller en el Alcázar.
En el reinado de Carlos II la galería se decoró con algunas escenas de paisajes con la historia de Cupido y Psique pintadas por Jan van Kessel II.Desde 1686, en la galería se albergó el Modelo de la Fuente de los Cuatro Ríos, obra en miniatura de la de Bernini, y que provenía del despacho del rey en la Torre Dorada.
En los años posteriores, al construirse una serie de edificios de servicio al norte del Alcázar, la galería quedó encajonada, siendo además destruido el jardín del Cierzo.

## Descripción

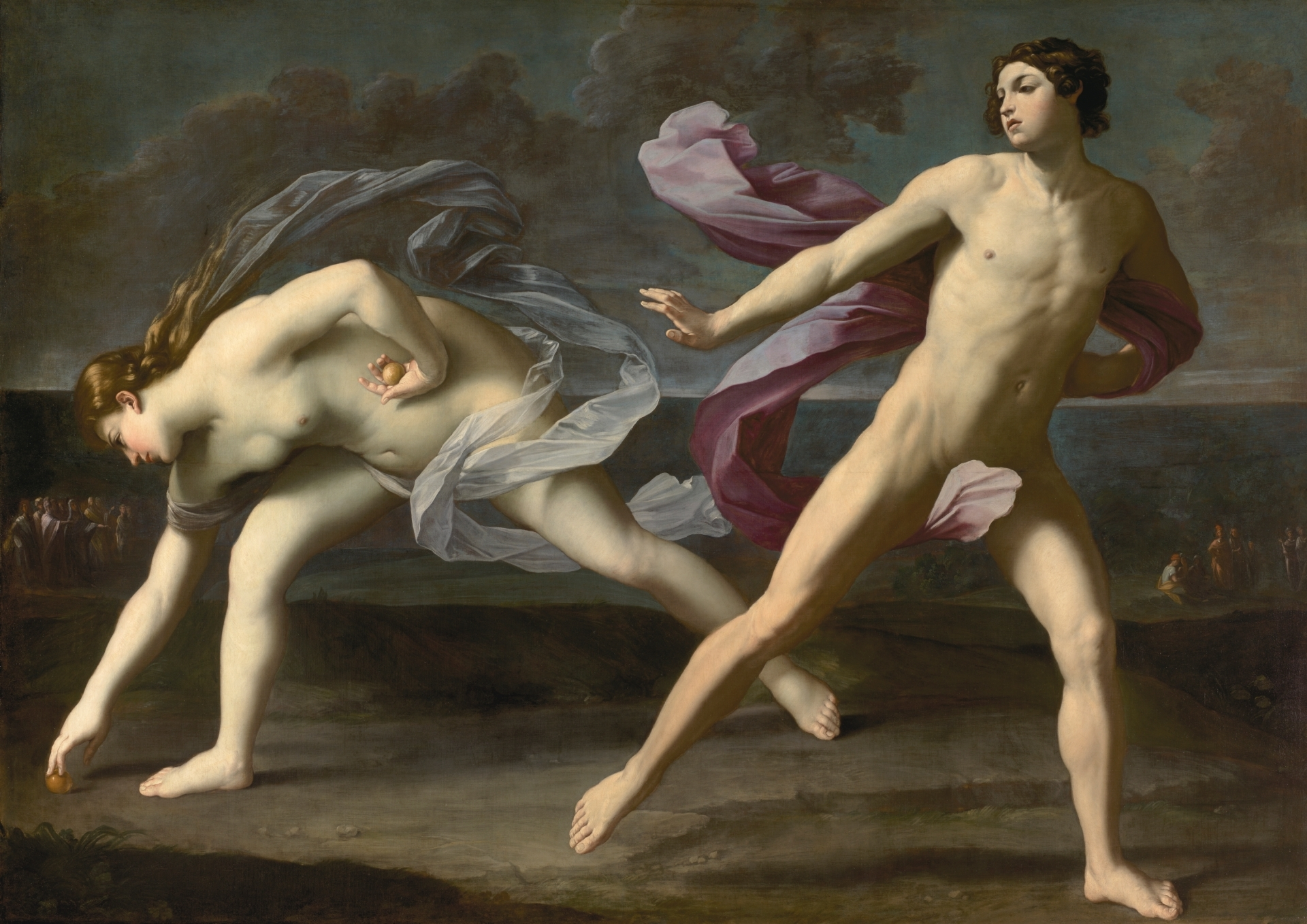
Atalanta e Hipómenes de Guido Reni, que colgaba en la Galería.

Se trataba de un corredor formado por arquerías renacentistas de doble altura en número de 14, que partía desde la torreón noroeste del alcázar, hacia el este, corriendo paralelo a la Sala Rica (después dividida en sala de Guardas y saleta) y la antecámara. Su arquitectura era similar a las arquerías de los patios principales del Alcázar.
Formaba parte del Cuarto del Rey. En el Plano de Gómez de Mora se representa bajo el número 20.